# Thripobius
Thripobius is een geslacht van vliesvleugeligen uit de familie Eulophidae. De wetenschappelijke naam van dit geslacht is voor het eerst geldig gepubliceerd in 1938 door Ferrière.

## Soorten
Het geslacht Thripobius omvat de volgende soorten:
- Thripobius hirticornis Ferrière, 1938
- Thripobius javae (Girault, 1917)
- Thripobius melikai Triapitsyn, 2005